# Pyruvate kinase
La kinase de pyruvate ou pyruvate-kinase est une phosphotransférase qui catalyse la réaction :
phosphoénolpyruvate + ADP → ATP + pyruvate.
Cette enzyme intervient à la 10e et dernière étape de la glycolyse dans le sens de la réaction ci-dessus pour catalyser la phosphorylation d'une molécule d'ADP en ATP à partir d'une molécule de phosphoénolpyruvate (PEP) convertie en pyruvate, à l'aide d'un cation de magnésium Mg2+ comme cofacteur.
Ce type de réaction est appelé phosphorylation au niveau du substrat. Elle est rendue possible par la grande variation d'enthalpie libre standard de l'hydrolyse du groupe phosphate du phosphoénolpyruvate, voisine de ΔG°’ = –61,9 kJ·mol-1. Elle est par conséquent irréversible, comme son nom ne l'indique pas : les kinases catalysent normalement la phosphorylation du substrat et non le transfert d'un groupe phosphate du substrat vers une autre molécule :
|     | + ADP → ATP + |
| PEP | Pyruvate      |

## Isoformes, régulation et néoglucogenèse
Chez les mammifères, trois grands types de pyruvates-kinases — isoenzymes — ont été mis en évidence, qui diffèrent par leur mode de régulation :
- la pyruvate-kinase de type L (liver), présente dans le foie ; elle est inhibée allostériquement par l'ATP et l'alanine, et activée par le fructose-1,6-bisphosphate ; elle est régulée par phosphorylation-déphosphorylation, donc sous contrôle hormonal via la protéine-kinase A sous l'effet de l'adrénaline et du glucagon, l'enzyme phosphorylée étant inactivée.
- la pyruvate-kinase M (PKM1 et PKM2), présente dans les muscles, qui n'est pas régulée par phosphorylation-déphosphorylation,
- la pyruvate-kinase A, présente dans les autres tissus, dont la régulation est intermédiaire et dépend des tissus.

La pyruvate-kinase intervient également comme enzyme de commutation vers la néoglucogenèse, voie métabolique du foie permettant de produire du glucose à partir de pyruvate et d'autres substrats. Lorsque la pyruvate-kinase est inhibée par phosphorylation, par exemple lors du jeûne sous l'effet du glucagon, cela empêche la conversion du phosphoénolpyruvate en pyruvate et favorise donc sa conversion en glucose via la néoglucogenèse.

## Parenté avec la phosphate-dikinase à pyruvate
Il existe chez certaines bactéries une enzyme assurant une fonction semblable, la pyruvate phosphate dikinase (PPDK), qui catalyse la réaction :
phosphoénolpyruvate + AMP + PPi  {\displaystyle \rightleftharpoons }  Pi + ATP + pyruvate.
Cette enzyme, qui, à la différence de la pyruvate-kinase, catalyse une réaction réversible, est également présente chez des plantes des eucaryotes anaérobies tels que Streblomastix (en), Giardia, Entamoeba et Trichomonas, qui ont sans doute acquis le gène correspondant par transfert horizontal de gènes en au moins deux occasions ; certains de ces organismes utilisent à la fois la pyruvate-kinase et la phosphate-dikinase à pyruvate.

## En médecine

### Pathologie
Une mutation génétique affectant cette enzyme peut provoquer un déficit en pyruvate-kinase, maladie génétique qui affecte particulièrement le métabolisme des cellules dépourvues de mitochondries, dans lesquelles la glycolyse est indispensable pour produire de l'énergie en l'absence de cycle de Krebs. C'est notamment le cas des globules rouges, ce qui peut conduire à une anémie hémolytique.

### Cible thérapeutique
Le mitapivat est un médicament, activateur de la pyruvate-kinase des hématies et donné en cas de déficit en cet enzyme. Il semble actif également dans d'autres types d'anémie, dont les thalassémies.